# 자기조절
자기조절(self-control)은 억제 조절(inhibitory control)의 한 측면으로, 유혹이나 충동으로부터 감정, 사고, 행동을 조절하는 능력을 말한다. 집행 기능(executive function)의 하나로서, 특정 목적을 달성하기 위한 행동을 조절하는데 필요한 인지 처리(cognitive process)이다.
심리학에서의 관련 개념은 감정적 자기조절(emotional self-regulation)이 있다. 자기조절은 근육과도 같다. 연구들에 의하면, 감정이나 행동의 자기조절은 에너지처럼 기능하는 한정된 자원으로 증명되었다. 단기적으로 자기조절이 과도하면 고갈상태(depletion)에 이른다. 그러나 장기적으로 시간이 경과함에 따라 자기조절 능력은 강화되고 향상될 수 있다. 심리학자들이 말하는 자기조절은 다음과 같다. 첫째, 행동을 통제하는 능력으로, 이를 통해 유혹을 피하며 장기 목표를 달성하고자 한다. 둘째, 만족을 훗날로 미루고 원치 않는 행동이나 충동에 대한 저항력을 수립하는 것이다. 마지막, 고갈될 수 있는 한정된 자원이지만 시간이 지남에 따라 강해질 수 있다.
또한 자기조절은 범죄학에서의 주요 이론인 일반범죄학(general theory of crime)에서의 주요 개념이다. 이론은 마이클 고트프레드슨(Michael Gottfredson)과 트래비스 허쉬(Travis Hirschi)가 1990년 출간한 저서 A General Theory of Crime에서 발전시킨 것이다. 자기조절에 대하여 이들은 사람이 자신이 처한 상황과는 상관 없이 범죄를 저지르지 않으려는 변별적 경향이라고 정의하였다. 자기조절 능력이 낮은 사람은 충동적이고(impulsive), 타인에게 무감각하며(insensitive towards others), 위험을 좋아하고(risk taker), 근시안적(short-sighted)이며, 언어를 사용하지 않는(nonverbal) 경향이 강하다. 자기조절의 구성요소 하나를 조작할 수 있도록 한 설문 데이터 내에 분산(variance) 약 70%는 유전적이라고 밝혀졌다.

## 덕목
절제(temperance) 혹은 온건(sophrosyne)은 철학자와 종교사상가들, 플라톤(Platon)이나 아리스토텔레스(Aristoteles)로부터 오늘날에 이르기까지, 최근 심리학자, 특히 긍정 심리학(positive psychology) 등 덕목으로 묘사한다.

## 자기조절이론의 역사
- 자기조절의 개념은 앨버트 반두라(Albert Bandura)가 3단계의 과정으로 나누어 자기조절을 설명하면서 발전되어 왔으며, 데일 슝크(Dale Schunk), 배리 짐머만(Barry Zimmerman), 로이 바우마이스터(Roy Baumeister) 등의 여러 학자들에 의해 연구되어왔다.
- 최근 들어, 인사 관리 및 조직행동의 측면에서 개인의 정서 안정성, 성취 등의 개인적 요소가 중요하게 부각되면서,자기조절에 대한 관심도 역시 더욱 높아지고 있다. 또, ‘자기조절’과 ‘학업성취’의 관련성이 대두되며 자기조절 학습에 관한 관심도 역시 높아지고 있다.

## 인간과 자기조절

### 인간의 자기개념
- 자기개념(Self-concept)이란 개인이 육체적, 사회적, 정신적 또는 도덕적 존재로서의 자기 자신에 대해 갖는 개념이다. 다시 말해, 우리는 자기개념을 갖고있기 때문에 우리 스스로를 다른 사람과 구별되는 한 인간으로서 인식한다. 자기개념은 시대에 따라, 사회경제적 계층에 따라, 그리고 문화에 따라 다르다. 자기 개념을 논의할 때 변함없이 언급되는3가지 주제는 자존감, 자기유능감, 자기관찰성이다. 우리는 또한 자신의 사회적 측면인 조직동일시의 윤리적 시사점을 고려한다. 자신과 타인을 더 잘 이해하고 효과적으로 관리하기를 원하는 사람들은 이들 3가지를 면밀하게 살펴볼 필요가 있다.
- 자존감(self-esteem)은 전반적인 자기평가에 기초한 자기 자신의 가치에 대한 신념이다. 높은 자존감을 지닌 사람은 스스로를 가치있고 능력있는 사람이라고 생각하며, 그러한 자기 자신에 대해 만족한다. 자기효능감(self-efficacy)은 특정 과업을 성공적으로 완수하게 될 가능성에 대한 개인의 신념이다. 자기관찰성은 사람들이 자신의 행동을 관찰하고 그 행동을 상황의 요구에 맞추는 정도를 말한다.[9]

### 인간의 행동심리학적 요인과 자기조절
- 인간의 핵심 특징은 본능적 충동이나 자극-반응의 조건화를 넘어선다는 것이다. 다시 말해 인간은 “마음이 그 마음의 기능과 상태 및 내적 과정들에 통제력을 행사하는 과정"인 자기 조절을 통해 넓은 범위의 행동 선택이 가능하다.[10] 흔히 자신이 바라는 목표나 표준과 일치하는 상태를 이루기 위해 의식적이거나 무의식적으로 노력하는데, 이를 자기 조절이라 할 수 있다.
- 자기 조절은 인간 내부의 동물적 성질을 문화적이고 인격적인 모습으로 바꾸는 데 필수적인 역할을 한다. 자기 조절은 용어 그 자체에도 포함되어 있듯이, 심리적 자기에 의한 조절 시도가 핵심이다.[11] 또한 타인과 구분되고 상황에 따라 변화하고 내재되어있는 자기 개념을 표현하려는 의지를 가지고 있는게 인간인데 위의 목차에서 언급한 3가지의 자기 개념을 비롯한 많은 개념들이 행동으로 드러나도록 실행에 옮기고 자신의 행동을 수정하거나 외부를 변화시켜 자기 개념과 개인적 목표에 합치되는 결과를 가져오는 심적 및 행동적 과정[12]으로써 자기조절이 일어난다.

## 자기조절이론

### 자기조절이론의 정의
- 자기 조절 이론이란 자신의 사고, 행동 및 감정 등을 조절하는 과정을 거쳐 자신이 정한 목표에 도달하기 위한 개인적 차원에서의 심리적, 행동적 통제의 집합체이다.

### 주요학자의 연구

#### 앨버트 반두라
- 앨버트 반두라(Albert Bandura)는 인지 심리학자로서 사회인지이론(Social cognitive theory) 과 사회학습이론(Social learning theory)으로 연결되는 행동 습득에 집중하였다. 이는 자기 관찰, 자기 판단, 자가 반응의 과정으로 이어진다.[13] 자기 관찰은 스스로의 생각이나 감정을 판단하여 목표를 성취할 수 있게 동기를 부여하여 행동을 개선하게 하는 과정이다. 자기 판단은 자신의 행동이 자신의 기준에 부합하는지 비교하는 과정이다. 마지막으로 자가 반응은 그 기준에 부합하는지 아닌지에 따라 스스로 보상이나 처벌을 하는 것을 말한다. 예를 들어, 시험을 잘 보았을 때 자신에게 주는 선물 같은 것들이 자가 반응의 예이다.

#### 데일 슝크와 배리 짐머만
- 교육 심리학자인 데일 슝크(Dale Schunk)와 배리 짐머만(Barry Zimmerman)는 반두라의 3단계를 확장시켜 자기 조절의 사회적 교육적 변수의 영향을 연구했다. 그들은 특정한 전략이 개인의 학습 과정을 어떻게 향상시키는지 또한 이러한 향상이 어떻게 자기 조절과 성취 과정을 지향하는지 자세히 연구하였다. 그들은 성취 과정에 자기 관찰, 자기 평가, 자가 반응 외에 자기 효능감을 포함시켰다.
- 자기 관찰(Self observation)은 불충분한 요소라고 여겨질 수도 있다. 왜냐하면 동기는 개인의 결과에 대한 기대나 효과에 따라 달라지기 때문이다.[14] 자기 평가(Self evaluation)는 자신의 현재 행동을 자신의 이상향과 비교할 때 나타난다. 슝크와 짐머만은 특정한 목표는 성공을 위해 필요한 노력의 양을 구체화 하고 자기 효능감을 신장시킨다고 말했다. 그리고 그들은 자기 평가는 절대적인 것과 규범적인 것으로 나뉜다고 설명했다. 절대적인 기준의 예는 학교 점수 등급이고 규범적인 기준은 자신의 성과를 스스로 평가하는 것을 동반한다. 3번째 요소인 자가 반응(Self reaction)은 타인의 반응에 영향을 받아 동기부여가 될 수 있다. 예를 들어, 특정한 행동으로 인해 타인에게 긍정적인 피드백을 많이 받게 된다면 그 사람은 자기 효능감을 느끼게 될 것이다.[13]자가 반응은 자기 자신을 재평가하는데 영향을 주기도 한다.[13] 마지막으로 자기 효능감(Self efficacy)은 목표에 도달한 것이 그 자체만으로 충분한 동기가 되었다는 믿음이다. 그리고 이것은 사람들이 어떻게 그들이 이 일을 해낼 수 있었는지에 대해 사전에 판단하게 되는지를 보여준다.

#### 로이 바움에이스터
- 자기 조절 이론에 가장 큰 영향을 미친 사람은 사회심리학자인 로이 바움에이스터이다. 그는 자아고갈(ego depletion)이라는 개념을 통해 한정된 능력 안에서 자기 조절이 가능하다는 것을 설명했다. 바움에이스터가 주장하는 자기 조절의 네 가지 요소는 기준, 동기, 감시, 의지이다. 그는 자기 조절이 이 네가지 요소들이 서로 상호작용하며 복잡하고 다면적인 과정을 거친다고 주장했다.

### 자기조절의 요소
- 로이 바움에이스터에 따르면, 자기조절에는 4가지 요소가 있다;

1. 바람직한 행동의 기준(Standards)
2. 그 기준에 도달하기 위한 동기(Motivation)
3. 기준에 어긋나는 상황과 생각들을 위한 감시(Monitoring)
4. 자기 통제를 위한 내적인 의지(Willpower)

- 자기 조절을 위해서는 위 네 개의 요소들이 모두 필요하다는 주장도 있지만, 서로 어느 정도 대체 될 수 있다고 보기도 한다. 예를 들어, 동기가 부족하다 해도 동기가 부족한 양 만큼 의지가 더 크다면 자기 조절에 성공하기도 한다.
- 자기 조절은 무한정 일어날 수 있는 것이 아니다. 뇌 속에 있는 한정된 자원을 바탕으로 그 자원이 고갈되기 전까지 자기 조절이 가능한 것이다. 자기 조절 이론은 충동 조절과 단기적 욕망의 관리, 그리고 통제, 고통, 목표 성취, 동기 등의 인지적인 왜곡에도 적용될 수 있다. 잘못된 행동이나 실패 등은 자기 조절이 기준에 못 미쳤거나 자기 조절이 제대로 이루어지지 않았다고 볼 수 있다.
- 자기 조절이 잘 이루어지지 못하는 사람들 중, 충동을 억제하지 못하는 사람들은 즉각적인 욕구를 억제하지 못하고 실행에 옮긴다. 폭력적 성향이 있는 사람은 그 순간의 행동을 제어하지 못하고 범죄자가 되기도 하며, 폭력적 성향이 없는 사람은 충동 구매로 재정적인 어려움을 겪는다든지, 대인관계에 문제를 일으키며 사회생활에 적응하지 못하는 결과를 초래 할 수 있다. 이러한 자기 조절 실패는 의학적인 도움을 받을 수도 있지만, 무엇보다 환자의 의지가 없다면 의사의 치료나 조언도 그 효과를 제대로 발휘할 수 없다. 이에 의학에서도 ‘자기 조절’은 중요한 화두이다. 즉, 자기 조절 이론은 개인의 정서 안정성 및 성취 등에 큰 영향을 주는 중요한 요소로 여겨져 왔으며 아직까지도 많은 심리학자들과 교육자들이 그 중요성에 큰 관심을 가지고 있다.

### 자기조절의 과정
- 바움에이스터에 따르면, 자기조절은 ‘생성-평가-학습’의 단계를 거친다. 각 단계는 자신만의 동기, 행동 및 발달 등이 서로 상호작용을 한다.

1. 먼저 자기조절의 생성단계는 의사결정이 내려지기 이전에 나타나는 단계이다. 이 단계에서 개인은 자신이 선택할 수 있는 대안들을 창출한다. 이 단계는 개인이 어떤 것을 달성하기를 원하지만, 어떻게 착수해야 하는지를 알 지 못할 때 나타난다. 또, 개인이 어떤 내적 단서나 혹은 외부 환경적인 단서에 직면할 때 시작되기도 한다. 정보단서는 사람들이 목표를 설정하는 과정에 착수하도록 만들며 목표달성을 위한 선택 가능한 대안들은 기억 속에서 인출되거나, 유추를 통해서 구성되거나, 인과추리방식에 의하여 구성되거나, 조언을 구하여 얻어진다. 이후, 개인에게 구체화된 선택대안들이 제시되게 되면 평가단계가 시작된다.
2. 개인의 의사결정을 내릴 때, 나타나는 자기조절의 단계는 ‘평가단계’이다. 평가단계에서 개인은 먼저 각 선택대안의 ‘이해득실’을 확인한다.(선택대안의 차원) 다음으로, 개인은 차원들을 조합하고 각 선택대안의 우열을 가리는 몇 가지 전략을 구사한다. 가장 나쁜 것 ~ 가장 좋은 것까지 순위를 매기기도 한다. 이 중, 최상의 대안을 선택하게 된다.
3. 다음으로, 의사결정이 내려진 이후에 나타나는 자기 조절 단계는 ‘학습단계’이다. 이 때 개인은 자신의 선택대안이 실행되고 개인은 본래의 목표 달성 정도를 관찰한다. 나아가 선택대안의 성공 혹은 실패를 확인하고 이런 정보를 기억 속에 저장하고 학습하게 된다. 이 때, 자기조절을 잘하는 사람과 못하는 사람의 구분은 정보단서를 해석하는 능력의 정확성에 있는 것이 아니라, 실수로부터 학습을 하는 능력에 있다.

## 자기조절학습이론

### 이론적 배경
- 자기조절 학습 이론의 연구 배경은, 일상생활에서의 인간이 자기통제(Self-control), 자기조절(self-regulation)대한 연구로부터 출발하였다.[15] 196~70년대 미국 교육개혁과 관련하여, 심리학 분야에서 앨버트 반두라를 중심으로 자기 효능감(self efficacy), 자기통제(self-regulation)에 대한 연구가 시작되었고, 이러한 개념들은 비교적 짧은 역사에도 불구하고, 그 지위를 확고히 할 수 있었다. 이와 관련하여 학습에 있어서 ‘자기 조절’과 ‘학업성취’의 관련성에 대한 연구가 이루어지게 되었다.
- 배리 짐머만은 ‘학습자가 어떻게 자신의 학습을 조절해나가는가?’ 대한 집중적인 논의를 거듭하며, 자기조절학습 연구를 본격적으로 시작하였다. 그는 자기 조절 학습의 주요 특징을 다음과 같은 3가지로 분류하였다.

1. 자기 관찰 (Self-observation): 자신의 행동을 감시함, 가장 중요한 특징이라 여김
2. 자기 판단(Self-judgement): 자신의 행동을 스스로 평가함
3. 자가 반응(Self-reactions): 자신의 행동의 결과에 대한 반응

- 짐머만은 이러한 3가지의 특징을 바탕으로, 자기 조절학습에서 개인은 주인의식과 학습 동기를 갖고 학업의 성취를 촉진하는 실제적 촉진자라는 견해를 강조하였다.

### 이론의 개요

#### 자기조절학습의 개념
- 자기조절학습이란 특히 학습자가 주도가 되는 통제 환경에서, 학습에 대한 동기를 지속적으로 유지하는 동시에, 스스로 자신의 학습과정을 관리해 나가며 능동적으로 정보를 처리해 나가야 하는 학습 방법이다. 특히 자기조절 학습은 정보의 홍수 속에 살고 있는 현대 사회에서, 단순한 정보의 습득이 아닌, 학습자 자신에게 의미 있는 지식을 획득하는 것을 강조한다.[16]
- 학자들의 ‘자기조절 학습’에 대한 정의를 요약하면, ‘학습자들이 학습의 목적을 달성하기 위하여 체계적으로 인지, 행동, 정의적 특성을 가동하고 유지하는 과정’이다.[17]나아가, ‘학습자가 자신이 설정한 목표를 달성하기 위하여 자신의 사고, 감정, 그리고 행동을 체계적으로 관리하는 과정’이라고도 정의하였다.
- 학습자가 상위 인지, 전략적 행동(계획, 감시, 평가), 동기 등을 바탕으로 자기 주도적으로 학습에 참여하는 것이다. 자신의 배움과 행동을 스스로 평가하고 감시하며 학습을 실천한다. 자기 조절 학습 이론의 핵심은 학습자가 스스로 주체가 되어 배움에 참여하려는 의식적이고 의도적인 노력을 수반한다는 것이다. 많은 학자들이 자기 주도 학습의 정도를 독립적인 주체로서의 척도로 여기기도 한다. 또한 자기 주도 학습은 반복적인 경험을 통해서 나아질 수 있고, 이는 독립적인 주체로서의 성숙도를 더욱 높일 수 있다고 말했다. 자신감은 자기 조절 학습의 순기능이다. 자기 조절 학습에서의 성공은 학습자의 자신감을 고취시키는데 큰 영향을 미친다. 목표에 접근하는 전략적인 방법과 성과 달성을 향한 하나하나의 단계가 학습자를 성숙한 독립적 주체로 성장시킨다. 자기조절학습, 자기규제학습, 자기조절적 인지능력 등으로 혼용하여 사용되는 경우가 많다.

#### 자기조절학습의 시대별 연구 동향
1. 1980년대
- 코르노와 맨디나치(Corno & Mandinach, 1983): 자기조절 학습이란, 학습자가 자신의 학습에 대해 책임을 지고 학습에 필요한 전략을 스스로 활용해서 학습목표에 도달하려는 능력으로 학습자의 의도적인 사전 계획과 사후 점검 등이 포함된 노력 이라고 하였다.
- 슈미트와 뉴비(Schmitt & Newby, 1986): 자기조절학습을 메타인지(metacognition)로 정의하였다. 메타인지는 자신의 인지적 활동에 대한 지식과 조절을 의미하는 것으로, 내가 무엇을 알고 모르는지에 대해 아는 것에서부터 자신이 모르는 부분을 보완하기 위한 계획과 그 계획의 실행과정을 평가하는 것에 이르는 전반을 의미한다. 자기조절은 자신의 인지과정을 통제하고 조절하는 것을 의미한다.

2. 1990년대 이후
- 1990년대 이후에는 자기조절학습에 대한 개인의 동기 차원에서의 연구가 시작되었다. 국내에서는 신민희(1998)가 자기조절학습의 중요한 동기적 요소로 ‘통제인식’과 ‘자기효능감’을 들었다.

3. 최근 동향
- 최근의 ‘자기 조절 학습’은 개인의 인지적, 동기적 측면뿐만 아니라, 학습자의 외부 행동조절, 학습환경의 통제와 활용을 다루는 통합적인 개념으로 확장되고 있으며, 특히 과학 기술의 발전으로 현업에서 e-러닝과 현장학습이 강조되면서 자기조절학습은 중요한 학습지원책으로 자리매김하고 있다.

4. 공통적인 정의
- 자기조절학습자는 자신의 학업성취를 향상시키기 위하여 상위 인지적, 동기적, 행동적 전략을 체계적으로 사용한다. 또, 자기조절학습자는 학습 중에 학습의 효과를 알기 위해 자기 지향적인 피드백을 사용한다.

#### 자기조절학습의 특징
- 두 가지 핵심구성요소 (신민희, 1998; 이재경, 1999)

자기조절학습의 구성 요인은 크게 인지조절 차원, 동기조절 차원, 행동조절 차원의 3가지로 나눌 수 있다.
1. 학습전략적 측면: 인지적, 초인지적 전략
2. 동기적 측면: 자기통제, 자기효능감 등 정의적 영역

- 구성 요인

1. 인지조절 차원: 인지전략, 메타인지 전략,
2. 동기조절 차원: 숙달목적 지향성, 자기효능감, 과제가치 전략 및 요소

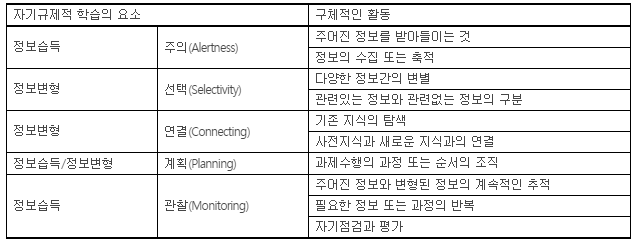
전략 및 요소

3. 행동조절 차원: 행동통제. 학업시간의 관리, 도움구하기 정보습득 변형

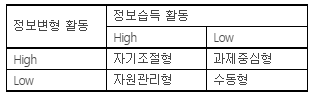
정보습득 변형

- 코르노와 맨디나치의 모형 (1983): 자기조절학습의 특성을 학습내용의 습득과 변형이라는 두 가지 인지적 수준으로 나누고 자기조절학습을 다음의 표와 같이 5요소로 나누어 설명하였다. 학습자가 정보습득과 정보변형의 두 측면에서 상대적으로 어느 정도의 활동을 수행하는가에 따라 4가지 유형으로 나누었다.

- 짐머만과 마르티네즈-폰즈 (Zimmerman & Martinez-Pons, 1986): 자기조절학습전략을 14가지로 범주화하였다.

| 전략의 범주            | 정 의                                                                                              |
| ---------------------- | -------------------------------------------------------------------------------------------------- |
| 1.자기평가             | 자신의 학습의 질 또는 진행에 있어서 학습자 스스로 평가하는 것                                      |
| 2.정보의 조직과 변형   | 학습을 향상시키기 위하여 교수자료들을 여러 가지 형태로 재배열하는 것                               |
| 3.목표 설정과 계획     | 교육 목적이나 목표를 설정하고, 그러한 목적과 관련된 활동들을 나열하고 시간을 조정하고, 완성하는 것 |
| 4.정보탐색             | 과제를 수행할 때, 교실 밖의 학습 장면으로부터 더 많은 학습과제 정보를 찾으려고 노력하는 것         |
| 5.계속적인 기록과 관찰 | 학습 내용이나 학습 결과를 기록하기 위해 노력하는 것                                                |
| 6.환경 구조화          | 학습을 수월하게 하기 위해 물리적 환경을 선택하거나 정리하려고 노력하는 것                          |
| 7.자기 보상 및 처벌    | 학습의 성공이나 실패에 따라 보상이나 벌을 스스로에게 제공하는 것                                   |
| 8.정보의 반복과 기억   | 학습 자료를 기억하기 위해 내, 외적으로 반복해서 연습하려고 노력하는 것                             |
| 9-11.사회적 도움       | 동료(9), 교사(10), 성인(11)으로부터 도움을 얻고자 노력하는 것                                      |
| 12-13.복습             | 수업이나 시험을 잘 보기 위하여 시험지(12), 공책(13), 교과서(14)를 다시 읽어보려고 노력하는 것      |

#### 국내관련연구
- 임철일(2001.2002): 웹 기반 자기조절학습 환경에 있어서 학습자가 통제할 수 있는 권한이 있고 자신의 삶과 밀접한 관련 속에서 더욱 주도적인 학습을 할 수 있다. 즉, 학습자의 자기주도성이 적극적으로 발휘될 수 있도록 학습 환경의 구축이 필요하다는 결론을 도출하였다.

## 조절초점이론

### 정의와 과정

#### 조절초점이론의 정의
- 조절초점이론은 컬럼비아 대학교 심리학과 교수이자 경영대학원 교수인 토리 히긴스(Tory Higgins)가 주장한 동기과학 분야 이론이다. 조절초점이론은 인간의 동기와 정서를 함께 설명하는 이론으로, 이상이나 당위를 포함한 자기지침들을 포함하여 특정의 심리적 변인들이 자기조절의 초점 유형에 영향을 주게 되고, 조절의 초점에 따라 행동의 동기와 전략 및 정서가 달라진다고 주장하는 이론이다. 즉, 개인의 발달과정에서 만성적 혹은 상황적으로 한 쪽으로 우세해진 조절 초점에 따라 목표를 성취하기 위해 사람들은 질적으로 다른 행동 전략을 사용하게 된다는 이론이다.

#### 조절초점이론의 가정
- 조절초점이론은 자기차이이론을 수정, 보완하여 제시된 이론이다. 자기차이이론은 히긴스에 의해서 제안된 이론으로, 자기의 상태와 정서 경험의 관계를 다루었다. 이 이론은 여러 유형의 자기 신념들 간의 차이나 혹은 자기 상태 표상들 간의 차이가 정서 경험의 종류와 강도를 결정한다고 주장한다.[19] 또한 이 이론은 자기의 여러 표상들을 구분하기 위해 자기의 영역과 관점이라는 두 가지 심리적 변인을 제시하였다. 구체적으로 살펴보면, 사람들은 실제 자기, 이상적 자기 및 당위적 자기라는 자기의 영역 3가지 측면에서 자신을 생각하게 되는데 자신이 지니고 있는 실제적 자기와 이상적 자기의 차이가 클수록 낙담관련 정서(우울관련 정서)를 더 많이 경험하게 되고, 실제적 자기와 당위적 자기의 차이가 클수록 초조관련 정서(불안관련 정서)를 더 많이 경험하게 된다는 내용의 이론이다. 자기차이이론의 가설은 히긴스를 중심으로 여러 연구에서 검증되어 왔다. 이 연구들의 결과는 대체적으로 자기차이이론을 지지하는 경향을 보였다.
- 이 이론의 타당성에 이의를 제기하는 연구 결과와 비판도 제시되었다. 이 이론을 비판하는 사람들은 특정한 자기차이가 이 이론에서 예언하는 정서를 항상 유발하지 않는다고 주장했다. 대표적인 예로는 탕그니 등(Tangney et al. 1998:256-268)의 연구 결과가 있다. 그들의 연구는 실제와 이상 차이에서 우울과 불안이 실제와 당위 차이에서도 우울과 불안이 함께 경험된다는 결과를 제시하였고, 이를 토대로 자기차이이론의 가설이 지지되지 않는다고 주장했다. 이 외에도 카버 외(Carver et al. 1990: 19-35)는 대부분의 이론에서 정적 정서는 목표성취에서, 부적정서는 실패에서 발생한다고 보며, 이러한 설명은 지나치게 과장되었거나 편협하다 고 보았다.[19] 이러한 비판들을 토대로, 히긴스는 자기차이이론을 수정보완하여 조절초점이론을 제안하게 된다. 조절초점이론은 자기의 욕구나 지침 등의 심리적 변인들이 자기조절의 초점에 영향을 주고, 이어서 조절의 초점이 개인의 동기와 정서 및 행동전략에 영향을 준다고 내용의 이론이다. 조절초점이론은 자기차이이론에 비해 더 포괄적인 관점의 이론으로, 자기를 이해하도록 하는 데 기여하였다.

### 조절초점이론의 동기
히긴스는 조절초점이 개인차 요인이나 환경적 요인에 의해 영향을 받는다고 생각하고, 또한 조절초점에 따라 인간의 동기가 서로 달라지고, 또한 인간이 자기에 대해서 느끼는 정서의 경험도 달라진다고 주장하였다. 히긴스는 인간의 동기를 쾌락을 추구하는 접근심리와 고통을 막아 실을 피하려는 회피심리로 구분하였다. 그리고 접근심리를 성취와 성장에 초점을 두는 향상초점이라 하고, 회피심리를 안전과 책임을 이행하는데 초점을 두는 예방초점으로 지칭하였다.

#### 향상초점
- 향상초점이란, 향상의 목표와 유사한 개념으로, 이상이나 희망과 같이 개인이 얻을 수 있는 긍정적 결과에 조절의 초점을 두는 것이다. 향상초점에 영향을 미치는 선행요인들에는 양호욕구, 강한 이상들, 행동실행의 결과로 나타나는 성과의 획득이나 혹은 비획득 조건들이 있다. 향상에 자기조절의 목표를 두게 되면 보상의 획득과 같은 긍정적 결과 유무에 민감해지게 되고, 긍정적 결과를 얻으려는 적극적 방향으로 행동의 동기가 작용하게 된다. 또한 향상초점이 높으면 개인이 바라는 것을 얻을 수 있다는 희망으로 인해 많은 정답을 만들어내기 위해 과제수행에 적극적으로 임하게 되는 결과가 발생하게 된다. 이 결과가 성공적이면 사람들은 유쾌정서를 경험하고, 실패하게 된다면 낙담정서들을 경험하게 된다.

#### 예방초점
- 예방초점이란, 예방의 목표와 같은 것으로, 안전, 당위, 책임, 의무와 같이 고통으로 상징되는 나쁜 결과를 회피하는 데 조절의 초점을 두는 것이다. 예방초점에 영향을 주는 선행요인들로는 안전욕구, 강한 당위들 및 행동실행의 결과로 나타나는 비손실 등이 있다. 예방에 초점을 둘 경우, 부정적 결과들이 나타나지 않거나 나타나는 데 민감해져 부정적 결과가 나오지 않도록 방어하는 방향으로 행동의 동기가 작동하고, 과제수행시 소극적으로 회피하는 전략을 사용하게 된다. 사람들은 예방초점의 결과가 성공적이면 안도나 고요의 정서를 경험하게 되고, 실패하면 초조정서를 경험하게 된다.

### 자기조절과 조절부합도

#### 조절부합도 효과
- 조절부합도 효과는 자기조절초점의 가장 대표적인 현상으로, 목표와 활동 사이에서 조절초점의 어울림을 말하며, 두 조절초점이 부합될 때 긍정적인 결과를 이끈다. 더 자세하게 말하자면, 향상초점이 우세한 경우 접근 전략을 사용하고, 예방초점이 우세한 경우 회피 전략을 사용하는데, 이러한 조절초점과 조절전략간의 부합을 조절 부합도(regulatory fit)라고 한다. 조절초점과 조절전략의 부합이 이루어지면 조절 행동에 대한 동기 수준이 높아지고, 조절 행동에 더욱 몰입하게 되며, 조절행동 및 전략에 대한 적절감과 즐거움을 느낀다. 또한 조절 대상에 대한 접근성이 용이해지면서 조절행동의 난이도를 쉽게 느끼기도 한다.[20]
- 조절 부합도에 대한 연구는 다양하게 진행되고 있다. Uskul, Keller & Oyserman (2008)의 연구에 의하면 만성적인 조절 초점 경향과 건강행동의 특성이 부합되면 건강을 관리하는 행동이 더 촉진된다고 보고했다. 예를 들어 예방초점 성향이 강한 사람들은 몸을 돌보거나, 건강을 위협하는 암을 찾아내는 활동에 몰입하는 반면에, 향상초점의 경향을 가진 사람들은 자신의 신체적 약점을 극복하는 데 몰입하였다. 즉, 조절 부합도는 조절초점과 조절전략 간의 부합뿐만 아니라, 조절초점과 조절대상 혹은 상황의 특성과도 부합하여 조절 행동을 촉진시킨다.

#### 조절부합도와 자기 조절
- 히긴스는 조절 초점과 부합되는 조절 전략을 사용할 때 자신이 하고 있는 행동의 지각된 가치가 올라간다는 조절 부합도를 주장했다. 또한 행동의 지각된 가치는 행동 결과의 비용과 이익에 의해서만 결정되는 것이 아니라 행동을 추구하는 방법이 목표추구에 적합할 때도 올라간다고 말했다. 즉 조절 초점과 부합되는 조절 전략을 사용할 때 목표에 대한 동기가 상승하며 앞으로의 선택에서 바람직한 선택에는 긍정적으로 평가하게 된다는 것이다.
- 조절 부합도의 핵심은 자신이 하고 있는 행동에 대한 지각된 가치의 상승이 목표 추구행동의 동기, 긍정적인 정서, 긍정적인 평가를 강화시키고, 이에 기반하여 자기 조절의 효과성이 증진되는 것이다.[21]

#### 자기 조절 유지의 조절 초점
- 자기 조절 유지와 관련된 조절 초점 연구들은 향상초점과 예방초점 중 어떠한 동기적 지향성이 자기조절 개시 혹은 자기조절 유지 측면에서 더 효과적인지를 연구해왔다. Brodscholl, Kober 그리고 Higgins(2007)가 실시한 목표 대상의 특성과 조절 초점의 부합에 대한 연구에 의하면, 향상초점의 사람들은 목표 대상이 획득의 의미를 지닐 때, 예방초점의 사람들은 목표 대상이 유지의 의미를 지닐 때 그 대상의 가치를 더 높게 평가하고 선호하는 경향을 보였다. 즉, 조절 초점을 자기조절 유지 장면에 적응시켰을 때 향상초점이 자기조절 개시에 효과적이었고, 반면에 예방초점은 자기조절 유지 장면의 특성과 부합되어 예방초점이 향상초점에 비해 자기조절 유지에 더 효과적일 것이라는 연구 결과가 추측되었다.[22]
- 이와는 다른 연구 시각도 존재한다. 이 연구는 각기 다른 동기적 지향성을 지닌 사람들이 자기조절 유지 상황에서 어떠한 전략을 사용하였을 때 자기조절 효과가 촉진하는지를 탐색한다. 그리고 자기조절 유지 장면은 상황 특성상 이미 자기조절 성공을 거둔 후의 심리적 상태를 기반으로 시작되고, 이러한 자기조절에 성공한 상황을 해석하는 방식은 이후 자기조절 유지행동에 영향을 미칠 것이다라고 주장한다.

### 조절초점이론과 조절일치
- 조절초점이론은 인간이 추구하는 이상적 상태를 보상과 비처벌로 구분하고, 후에 각각의 상태에 도달하는 데는 서로 다른 자기조절시스템이 작동한다는 주장의 이론이다. 그리고 각각의 자기조절시스템이 작동하는 목적추구 상황에서는 그 최초의 자기조절 동기가 변함없이 유지되는 것이 조절 일치 효과를 발생시킨다고 말한다.
- 조절 일치란 의사결정과정에서 개인이 가지고 있는 목적지향(향상초점 또는 예방초점)과 목적지향 유지에 유리한 수단이 사용되었을 때 그 결합이다. 이러한 조절 일치는 의사결정과정에 대한 관여도 증가, 목적 추구 행위에 대한 흥미 유발, 의사결정 결과물에 대한 높은 가치 지각 등의 효과를 보여준다. 히긴스는 이와 같은 조절 일치 효과가 일어난 원인을 의사결정과정에서 경험할 수 있는 “올바른 느낌”이란 메타인지에서 찾았다. 이 메타인지는 조절 일치가 발생했을 때 사람들이 지금 자기가 하고 있는 일이 보다 옳고 바람직하다는 느낌을 받는다는 것이다.

## 자기조절의 적용

### 개인적 차원
- 나 자신과 상대방의 성향을 파악하는 건 사랑과 연애에도 도움이 된다. 획득에 초점을 맞추는 성취지향형은 사랑할 때 ‘해변가에서의 다정한 포옹’ 같은 이상적인 장면을 꿈꾸며 열정과 만족감 등을 적극적으로 구한다. 반면에 안정지향적 사고방식을 지닌 사람들은 사랑에서 안도감과 안정감을 얻기 원한다. 모호한 관계에 대처하는 방식도 다를 수밖에 없다. 성취지향이 다양한 가능성에 마음을 열어두고 열린 관계를 즐긴다면 안정지향의 사람은 관계가 명확하지 않은 것을 못 견뎌 한다. 이런 차이가 오해와 갈등의 원인이 되기도 한다. 하지만 관계가 일정 단계에 들어서면 성취-안정 커플은 그 어느 유형보다 ‘환상의 콤비’가 될 수 있다.
- 성취-성취 조합이 불 같은 사랑을 하는 대신 열정의 진도가 맞지 않을 경우 깨지기 쉽고, 안정-안정 조합은 친밀감을 쌓는 속도가 느려 관계 자체가 형성되기 힘들다. 반면에 성취-안정 조합은 한쪽에서 속도를 내면 상대방에서 브레이크를 거는 식으로 관계를 유지해 간다. Tori Higgins 교수는 “성향이 같은 부부에 비해 성향이 혼합된 부부의 관계 만족도가 높다는 연구 결과도 있다. 커플이 공동의 목표를 갖고 있다면 각자 자신에게 맞는 일을 책임지고 나머지는 상대방에게 맡기는 식으로 균형을 맞출 수 있기 때문”이라고 했다.[23]

### 조직적 차원
- 조절초점이론은 두 가지 성향을 갖춘 사람이 팀을 이뤄 일할 때 좋은 결과가 나올 것이라 추정한다. 축구에 비유하면 ‘한 골을 넣기 위해’ 뛰는 선수와 ‘한 골을 막기 위해’ 움직이는 선수가 모두 필요하다는 말이다. 이것은 결국 어떤 메시지를 던지는가의 문제이다. 한 때 항공기 회사 보잉에서 비행기의 안전성을 높이는 기술을 개발한 사람에게 인센티브를 주겠다고 공약한 적이 있다. 그런데 아무 성과가 없었다. 안전 분야에 종사하는 사람들은 인센티브보다 규범이나 의무, 예방 등 안정지향적 메시지에 반응한다. 이들에게는 안전을 유지하지 못할 경우 입게 될 손실을 강조하는 편이 낫다. 마케팅에서도 중요하다. 의약품을 광고할 때 ‘당신의 건강을 증진시킵니다’(성취지향)와 ‘당신의 건강을 지켜드립니다’(안정지향) 중 어느 카피를 선택할 지 결정해야 한다. 타깃이 어떤 성향인가를 파악하고 그에 맞는 메시지를 던져야 한다.

## 자기조절의 사례

### 향상초점
- 향상 지향적인 개인은 이상, 성취, 성장 등의 상승목표와 무언가를 얻을 수 있는 기회를 적극적으로 추구한다. 따라서 그들은 성공으로부터의 이익이나 긍정적 결과와 관련된 정보에 주목하는 경향이 있다. 이러한 태도는 최소한의 역할기대를 초월하여 적극적이고 진취적이며 새로운 것을 추구하는 행동을 낳는다. 매니저와 판매사원의 동기가 일치하게 되면, 판매사원은 적합성을 경험하게 되어 현재 자신의 수행강도를 더욱 높이게 될 것이다. 실무적으로도 다음과 같은 시사점을 생각해 볼 수 있다.

#### 판매조직사례
- 판매조직의 성과 향상을 위해서는 판매사원의 자발적이고 창의적인 행동이 요구되고 있는데, 이를 위해 매니저는 판매원의 향상초점에 관심을 갖고 주의를 기울일 필요가 있다. 즉, 판매원의 향상초점을 지지하는 매니저의 리더십 맥락을 육성하는 것이 판매원의 창의적 행동을 촉진하는 방법일 수 있다는 것이다. 예컨대 매니저는 판매사원들에게 구체적이고 도전적인 비전과 고차원적인 목표를 제시하고 이의 달성을 위해 위험을 감수하더라도 새롭고 창의적인 방법을 사용할 것을 장려하고 현상을 유지하려 하기보다 더 나은 미래를 위해 변화, 혁신할 것을 강조함으로써 향상초점 부합을 이끌어 낼 수 있다.

#### 마케팅부서사례
- 마케팅에서는 고객경험관리가 중요한 이슈가 되고 있다. 특히, 고객에게 감동과 재미가 있는 경험이 제공되면 고객으로부터 더 큰 효과를 기대해 볼 수 있다. 이를 위해서는 판매사원의 창의성이 전제가 되어야 한다. 개인의 창의성은 향상동기와 밀접한 관계가 있다. 향상동기가 강한 판매사원의 경우, 자신과 유사한 매니저와 함께 일하게 될 때 매니저로부터 강한 지원을 받을 수 있어 훨씬 더 창의적인 아이디어를 생산할 것으로 기대된다. 더 나아가서 창의적인 아이디어가 많은 판매사원은 고객에게 감동을 주는 경험을 더욱 풍부하게 제공할 수 있어 궁극적으로 기업의 이익에도 기여할 수 있다.
- 판매․영업 팀의 인력을 선발, 배치 및 관리할 때 개인의 조절 동기는 중요한 고려요인이 될 수 있다. 최근의 지식기반사회에서 기업이 갖추어야 할 핵심적인 경쟁역량은 창의성이라 할 수 있다. 또한 무한경쟁시대에 조직의 경쟁력 제고를 위해서는 구성원들의 자발적이고 적극적인 자세가 필요하다. 특히 고객접점에 있는 판매사원들의 업무는 투철한 서비스 정신을 요구한다. 영리를 앞세우고 서비스를 등한시하면 판매성과를 기대하기 어렵다. 요즈음 기업들이 고객 위주의 판촉 전략에 주력하는 것도 바로 이 때문이다. 그러므로 서비스직종 종사자는 무엇보다도 성격 특성이 적합해야 한다. 즉, 사람 만나기를 좋아하고 남을 돕고 친절을 베풀며 진실한 면이 있어야 한다.

#### 서비스직종사례
- 이 뿐만 아니라 서비스 직종도 분야에 따라 상당 수준의 자격이나 능력을 요구하고 있다. 특히 현대사회는 조직원들의 창의력을 요구하고 있다. 이젠 양보다 질의 가치에 대한 관심이 높아져가고 있으며 질을 높이는 핵심요소로 창의력이 중요하다는 인식이 확산되고 있다. 어찌 보면 최근 들어 각 분야에서 아이디어맨을 귀중히 여기는 것도 이 때문이다. 이러한 창의력을 높이기 위해서는 CEO의 의지, 창조적인 기업문화, 창의적인 아이디어를 실현할 수 있는 시스템 등이 중요할 수 있겠지만 이 못지않게 창의를 추구하는 개인의 동기와 이를 더욱 강화시켜줄 수 있는 상사의 지원이 필요하다. 이를 위해서는 부하의 동기에 힘을 실어줄 수 있는 상사의 동기가 중요하다. 매니저-판매사원간 향상동기의 부합이 판매사원의 창의적 행동을 높이는 요인이다.[24]

#### 결론
- 개인적 특성인 조절초점이 이슈리더십을 지각하는데 영향을 미친다는 것이 확인되었다. 즉, 개인의 동기인 향상초점은 이슈리더십과 리더호감 간의 관계를 부분적으로 조절하는 것으로 나타났다. 향상초점이 높은 경우는 그렇지 않은 경우보다 리더호감 측면에서 이슈창안, 이슈실행의 효과가 크게 영향을 미쳤는데, 이는 리더의 새로운 아이디어와 실행이 향상초점이 높은 사람이 갖은 성취동기와 일치하여 조절적 적합성을 경험하게 되고, 나아가 리더에 대한 정서적 매력을 더 느끼기 때문으로 해석된다.[25] 결론적으로, 이슈리더십의 3차원 중 이슈창안과 이슈실행은 향상초점과 더 관련성이 높은 반면, 청중 몰입은 예방초점과 관련성이 높은 것으로 확인되었다. 이는 이슈리더십이 3차원의 행위가 동일하더라도 추종자의 동기성향에 따라 다르게 지각되며, 그에 따른 리더십성과에 대한 판단도 달라질 수 있음을 시사해준다. 이러한 시사점들의 실제 적용을 위해서는 각 기업이나 조직들이 처해있는 상황이나 조직문화에 맞게 응용하려는 노력이 필요하다.

### 예방초점
- 향상초점은 현실 상황을 개선하며 무언가를 개선하려는 관점에서 모든 것을 바라보는 것이다. 예방 초점은 현 상태에서 더 나빠지는 것을 경계하며 안전 지향적인 생활 태도를 보이는 것이다. 앞서 언급한 것처럼 조절초점이론을 사람들의 행동을 향상과 예방의 관점에서 파악한 것으로 이해할 때, 조절초점의 관점에서 위탁소년들의 행동 중 어떠한 특성이 있는지 살펴보는 것은 성인과 다른 위탁소년만의 특성을 정확하게 이해하여 비행 감소와 위탁기간 중 사용될 교육 프로그램 등을 만드는 것에 활용된다.

#### 비행소년사례
- 비행유형과 조절초점이론의 상관관계 연구를 위해 서울소년분류심사원에 위탁된 소년들을 대상으로 그들의 비행횟수를 조사하고 이들이 저지른 비행을 4가지 유형에 따라 분류하였다. 그리고 이들의 조절초점 정도를 측정하였다. 그 결과, 위탁횟수와 예방초점의 유의미한 부적상관이 나타났다. 즉, 예방초점이 낮은 소년일수록 위탁횟수가 많았다. 4가지 비행 유형의 경우, 먼저, 피해자 비특정 비행을 저지른 위탁소년이 피해자 특정 비행을 저지른 위탁 소년에 비해 예방초점 점수가 더 낮았으며, 이익과 무관한 비행을 저지른 위탁소년이 이익이 목적인 비행을 저지른 위탁 소년에 비해 예방초점 점수가 더 낮았다. 그리고 무작위 비행을 저지른 위탁소년이 작위 비행을 저지른 위탁 소년에 비해 예방초점 점수가 더 낮았으며, 합의 불가능한 비행을 저지른 위탁소년이 합의 가능한 비행을 저지른 위탁 소년에 비해 예방초점 점수가 더 낮았다. 그러나 향상점수에 있어서는 그 차이가 통계적으로 유의미하지 않았다. 이 같은 결과는 조절초점 중 예방초점이 비행과 밀접한 관계가 있다는 것을 간접적으로 확인해 주는 것이다.[26]
- 대체로 비행 청소년들은 보호자의 이야기에 귀를 기울이지 않으며 그것에 따르는 위험성을 전혀 고려하지 않은 채 충동적이며 위험한 비행 상황을 피하지 못하고 감정대로 행동하며 이 같은 점이 비행 증가 요인으로 작용한다고 할 수 있다. 환경적인 관점에서 생각할 때, 많은 위탁소년들에게 있어 예방초점이 부족한 것은 그들에게 상황을 감내할 수 있는 인내심이 부족하다는 말과 동일시되며, 이들이 교육을 받고 지도를 받았어야 할 가정에서 지속적인 훈련과 인도를 받지 못하였음을 의미하며 기성세대로부터 물려받아야 할 올바른 규범 등에 대해서는 제대로 습득을 하지 못하게 되었음을 주지할 필요가 있다.
- 욕구가 생기면 즉시 해결하지 않으면 언제 다시 욕구만족이 될지 모르는 환경은 그들로 하여금 현실의 감정에 충실하지 않으면 안 되게 만들었으며, 욕구 충족의 기회가 생긴다면 즉각 실행에 옮겨야만 하기에 잘못되었을 경우를 생각하여 행동하는 예방초점이 부족한 것이라 판단할 수 있다. 위탁소년들에게 가장 필요한 것은 예방초점을 향상시켜 스스로를 제어하며 자신을 조절할 수 있는 능력을 배양토록 하는 것이며 예방초점을 향상시키며 확고한 미래 비전을 심어줄 수 있는 장래 계획 프로그램, 자신의 비행 돌아보기, 피해자의 아픔 공감하기 등의 내용을 통하여 소년들로 하여금 자신의 잘못을 확실하게 인식하고 자신의 인생 목표를 이루기 위해 현재의 어려움을 이겨내는 방식을 가르치는 것으로 정리할 수 있다.

#### 결론
- 예방초점은 모든 안전문화 구성요소에 대한 지각과 안전행동 사이의 관계를 조절하는 것으로 나타났다. 그리고 모든 안전문화 구성요소, 즉 리더십, 조직역량, 정보공유, 의사결정 및 공정문화 등의 지각에 대한 예방초점의 조절 효과는 예방초점이 낮은 사람들이 예방초점이 높은 사람들에 비해 안전문화 구성요소에 대한 지각이 높아질수록 안전행동 수준이 더 가파르게 높아지는 것을 보여준다. 이러한 결과는 예방초점이 높은 사람들 보다 낮은 사람들에게 리더십, 조직역량, 정보공유, 의사결정 및 공정문화 등 안전문화 구성요소가 영향력을 더 미친다고 할 수 있기 때문에 경영진의 안전문화 향상 노력이 예방초점이 낮은 사람들에게 더 중요할 수 있다는 것을 시사해 준다. 또한 절대적인 수준에서는 예방초점이 높은 사람이 낮은 사람보다 항상 안전행동 수준이 높은 것을 보여주기 때문에 구성원의 예방초점을 높이는 것이 필요한데, 예방초점은 어릴 때부터 내재화될 수도 있고, 상황에 영향을 받을 수도 있기 때문에 인적자원관리 측면에서 안전이 중요한 사업장에서는 채용 시 우선적으로 예방초점이 높은 사람을 선발하는 것과 구성원에 대한 보수적‧안전 중심의 지속적인 교육훈련이 중요하다는 것을 시사해 준다. 그리고 경영진의 안전문화 향상 노력이 구성원에 많은 영향을 미치기 때문에 예방초점 지향적인 경영진 선발 및 육성이 매우 중요하다.[27]

## 참고 문헌
- 박동수, 이희영, 정성한 (2011). 《조직행동》.
- Baumeister, R. F. (1998). The self. In D. T. Gilbert, S. T. Fiske, & G. Lindzey (Eds.), Handbook of Social Psychology (4th ed.). New York: McGraw-Hill Press, pp. 680-740.
- Baumeister, Roy; Schmeichel, Brandon; Vohs, Kathleen. "Self-Regulation and the Executive Function: The Self as Controlling Agent". Social psychology: Handbook of basic principles.
- Bandura, Albert (1991). "Social Cognitive Theory of Self-Regulation". Organizational Behavior and Human Decision Processes.
- Redmond, Brian Francis (October 11, 2015). "Self-Efficacy and Social Cognitive Theories". Confluence.
- 강혜자 (2009). 자기차이와 조절초점. 《지역과 세계》, 33(2), 169-187.
- 김윤정 (2013). 조절초점-해석수준 부합에 따른 자기조절 유지 효과성. 성균관대학교 대학원.
- 최진명 (2013). 조절초점 동기가 의사결정 수단 선택에 미치는 영향. 《마케팅논집》 제21권 2호.
- 김세나 (2014). 자기조절초점이 활성/억제 기반 정보처리에 미치는 영향. 아주대학교 대학원.
- 김혜진 (2012). 행위 실행과 중지의 조절 초점 부합에 따른 자기-조절 효과성. 성균관대학교 대학원.
- 이지윤, 박지환 (2015). 매니저-판매사원간 향상초점 부합이 판매사원의 창의적 행동과 조직시민 행동에 미치는 영향. 《마케팅연구》, 30(3), 23-49.
- 백규선, 백기복, 김익택 (2015). 시나리오 실험법을 통한 이슈리더십과 리더호감 간의 향상초점의 조절효과 검증. 《대한경영학회지》, 28(3), 939-959.
- 한상국 (2012). 소년 비행유형과 조절초점에 관한 연구. 경기대학교 범죄심리학 대학원.
- 황선철, 한인수, 정범구 (2015). 안전문화 지각과 안전행동 간의 관계에서 예방초점 및 운명주의의 조절효과. 《인적자원개발연구》, 18(4), 153-175.
- 봉미미 (1998). 자기효능감과 자기규제적 학습: 교육공학 관련 연구에서의 시사점. 《교육공학연구》 14(1), 97-118.
- 신민희 (1998). 자기조절 학습원리: 의미, 구성요소, 설계원리. 《교육공학연구》 14(1), 143-162.
- Vohs, Kathleen D.; Baumeister, Roy F. (2017). Handbook of Self-Regulation (3rd ed.). The Guilford Press.

## 같이 보기
- 자기감시